# Grand Prix Azerbejdżanu 2024
Grand Prix Azerbejdżanu 2024, oficjalnie Formula 1 Qatar Airways Azerbaijan Grand Prix 2024 – siedemnasta runda Mistrzostw Świata Formuły 1 w sezonie 2024. Grand Prix odbyło się w dniach 13–15 września 2024 na torze Bakı Şəhər Halqası w Baku. Wyścig wygrał Oscar Piastri (McLaren), a na podium stanęli kolejno: Charles Leclerc (Ferrari) i George Russell (Mercedes).

## Lista startowa
| Nr          | Kierowca         | Zespół                        | Samochód                          | Silnik              | Opony |
| ----------- | ---------------- | ----------------------------- | --------------------------------- | ------------------- | ----- |
| 1           | Max Verstappen   | Oracle Red Bull Racing        | Red Bull RB20                     | Honda RBPTH002      | P     |
| 3           | Daniel Ricciardo | Visa Cash App RB F1 Team      | RB VCARB 01                       | Honda RBPTH002      | P     |
| 4           | Lando Norris     | McLaren Formula 1 Team        | McLaren MCL38                     | Mercedes-AMG F1 M15 | P     |
| 10          | Pierre Gasly     | BWT Alpine F1 Team            | Alpine A524                       | Renault E-Tech RE24 | P     |
| 11          | Sergio Pérez     | Oracle Red Bull Racing        | Red Bull RB20                     | Honda RBPTH002      | P     |
| 14          | Fernando Alonso  | Aston Martin Aramco F1 Team   | Aston Martin AMR24                | Mercedes-AMG F1 M15 | P     |
| 16          | Charles Leclerc  | Scuderia Ferrari HP           | Ferrari SF-24                     | Ferrari 066/12      | P     |
| 18          | Lance Stroll     | Aston Martin Aramco F1 Team   | Aston Martin AMR24                | Mercedes-AMG F1 M15 | P     |
| 22          | Yūki Tsunoda     | Visa Cash App RB F1 Team      | RB VCARB 01                       | Honda RBPTH002      | P     |
| 23          | Alexander Albon  | Williams Racing               | Williams FW46                     | Mercedes-AMG F1 M15 | P     |
| 24          | Zhou Guanyu      | Stake F1 Team Kick Sauber     | Kick Sauber C44                   | Ferrari 066/12      | P     |
| 27          | Nico Hülkenberg  | MoneyGram Haas F1 Team        | Haas VF-24                        | Ferrari 066/10      | P     |
| 31          | Esteban Ocon     | BWT Alpine F1 Team            | Alpine A524                       | Renault E-Tech RE24 | P     |
| 43          | Franco Colapinto | Williams Racing               | Williams FW46                     | Mercedes-AMG F1 M15 | P     |
| 44          | Lewis Hamilton   | Mercedes-AMG PETRONAS F1 Team | Mercedes-AMG F1 W15 E Performance | Mercedes-AMG F1 M15 | P     |
| 50          | Oliver Bearman   | MoneyGram Haas F1 Team        | Haas VF-24                        | Ferrari 066/10      | P     |
| 55          | Carlos Sainz Jr. | Scuderia Ferrari HP           | Ferrari SF-24                     | Ferrari 066/12      | P     |
| 63          | George Russell   | Mercedes-AMG PETRONAS F1 Team | Mercedes-AMG F1 W15 E Performance | Mercedes-AMG F1 M15 | P     |
| 77          | Valtteri Bottas  | Stake F1 Team Kick Sauber     | Kick Sauber C44                   | Ferrari 066/12      | P     |
| 81          | Oscar Piastri    | McLaren Formula 1 Team        | McLaren MCL38                     | Mercedes-AMG F1 M15 | P     |
| Źródło: FIA |                  |                               |                                   |                     |       |

## Wyniki

### Najlepsze czasy sesji treningowych
| Sesja       | Nr | Kierowca        | Konstruktor                | Czas     | Okr. |
| ----------- | -- | --------------- | -------------------------- | -------- | ---- |
| 1           | 1  | Max Verstappen  | Red Bull Racing-Honda RBPT | 1:45,546 | 21   |
| 2           | 16 | Charles Leclerc | Ferrari                    | 1:43,484 | 19   |
| 3           | 63 | George Russell  | Mercedes                   | 1:42,514 | 15   |
| Źródło: FIA |    |                 |                            |          |      |

### Kwalifikacje
| P                    | Nr | Kierowca         | Konstruktor                  | Czasy w kwalifikacjach | Czasy w kwalifikacjach | Czasy w kwalifikacjach | Poz. s. |
| P                    | Nr | Kierowca         | Konstruktor                  | Q1                     | Q2                     | Q3                     | Poz. s. |
| -------------------- | -- | ---------------- | ---------------------------- | ---------------------- | ---------------------- | ---------------------- | ------- |
| 1                    | 16 | Charles Leclerc  | Ferrari                      | 1:42,775               | 1:42,056               | 1:41,365               | 1       |
| 2                    | 81 | Oscar Piastri    | McLaren-Mercedes             | 1:43,033               | 1:42,598               | 1:41,686               | 2       |
| 3                    | 55 | Carlos Sainz Jr. | Ferrari                      | 1:43,357               | 1:42,503               | 1:41,805               | 3       |
| 4                    | 11 | Sergio Pérez     | Red Bull Racing-Honda RBPT   | 1:43,213               | 1:42,263               | 1:41,813               | 4       |
| 5                    | 63 | George Russell   | Mercedes                     | 1:43,139               | 1:42,329               | 1:41,874               | 5       |
| 6                    | 1  | Max Verstappen   | Red Bull Racing-Honda RBPT   | 1:43,097               | 1:42,042               | 1:42,023               | 6       |
| 7                    | 44 | Lewis Hamilton   | Mercedes                     | 1:43,089               | 1:42,765               | 1:42,289               | PL      |
| 8                    | 14 | Fernando Alonso  | Aston Martin Aramco-Mercedes | 1:43,472               | 1:42,426               | 1:42,369               | 7       |
| 9                    | 43 | Franco Colapinto | Williams-Mercedes            | 1:43,138               | 1:42,473               | 1:42,530               | 8       |
| 10                   | 23 | Alexander Albon  | Williams-Mercedes            | 1:42,899               | 1:42,840               | 1:42,859               | 9       |
| 11                   | 50 | Oliver Bearman   | Haas-Ferrari                 | 1:43,471               | 1:42,968               |                        | 10      |
| 12                   | 22 | Yūki Tsunoda     | RB-Honda RBPT                | 1:43,337               | 1:43,035               |                        | 11      |
| 13                   | 27 | Nico Hülkenberg  | Haas-Ferrari                 | 1:43,101               | 1:43,191               |                        | 12      |
| 14                   | 18 | Lance Stroll     | Aston Martin Aramco-Mercedes | 1:43,370               | 1:43,404               |                        | 13      |
| 15                   | 3  | Daniel Ricciardo | RB-Honda RBPT                | 1:43,547               |                        |                        | 14      |
| 16                   | 4  | Lando Norris     | McLaren-Mercedes             | 1:43,609               |                        |                        | 15      |
| 17                   | 77 | Valtteri Bottas  | Kick Sauber-Ferrari          | 1:43,618               |                        |                        | 16      |
| 18                   | 24 | Zhou Guanyu      | Kick Sauber-Ferrari          | 1:44,246               |                        |                        | 17      |
| 19                   | 31 | Esteban Ocon     | Alpine-Renault               | 1:44,504               |                        |                        | PL      |
| DK                   | 10 | Pierre Gasly     | Alpine-Renault               | 1:43,088               | 1:43,179               |                        | 18      |
| 107% czasu: 1:49,969 |    |                  |                              |                        |                        |                        |         |
| Źródło: FIA          |    |                  |                              |                        |                        |                        |         |

### Wyścig
| P           | Nr | Kierowca         | Konstruktor                  | Okr. | Czas                       | Poz. s. | +/−       | Punkty |
| ----------- | -- | ---------------- | ---------------------------- | ---- | -------------------------- | ------- | --------- | ------ |
| 1           | 81 | Oscar Piastri    | McLaren-Mercedes             | 51   | 1:32:58,007                | 2       | 1         | 25     |
| 2           | 16 | Charles Leclerc  | Ferrari                      | 51   | +10,910                    | 1       | 1         | 18     |
| 3           | 63 | George Russell   | Mercedes                     | 51   | +31,328                    | 5       | 2         | 15     |
| 4           | 4  | Lando Norris     | McLaren-Mercedes             | 51   | +36,143                    | 15      | 9         | 12+1   |
| 5           | 1  | Max Verstappen   | Red Bull Racing-Honda RBPT   | 51   | +77,098                    | 6       | 1         | 10     |
| 6           | 14 | Fernando Alonso  | Aston Martin Aramco-Mercedes | 51   | +85,468                    | 7       | 1         | 8      |
| 7           | 23 | Alexander Albon  | Williams-Mercedes            | 51   | +87,396                    | 9       | 2         | 6      |
| 8           | 43 | Franco Colapinto | Williams-Mercedes            | 51   | +89,541                    | 8       | Bez zmian | 4      |
| 9           | 44 | Lewis Hamilton   | Mercedes                     | 51   | +92,401                    | PL      | 10        | 2      |
| 10          | 50 | Oliver Bearman   | Haas-Ferrari                 | 51   | +93,127                    | 10      | Bez zmian | 1      |
| 11          | 27 | Nico Hülkenberg  | Haas-Ferrari                 | 51   | +93,465                    | 12      | 1         |        |
| 12          | 10 | Pierre Gasly     | Alpine-Renault               | 51   | +117,189                   | 18      | 6         |        |
| 13          | 3  | Daniel Ricciardo | RB-Honda RBPT                | 51   | +146,907                   | 14      | 1         |        |
| 14          | 24 | Zhou Guanyu      | Kick Sauber-Ferrari          | 51   | +148,841                   | 17      | 3         |        |
| 15          | 31 | Esteban Ocon     | Alpine-Renault               | 50   | +1 okrążenie               | PL      | 5         |        |
| 16          | 77 | Valtteri Bottas  | Kick Sauber-Ferrari          | 50   | +1 okrążenie               | 16      | Bez zmian |        |
| 17          | 11 | Sergio Pérez     | Red Bull Racing-Honda RBPT   | 49   | NU (wypadek)               | 4       | 13        |        |
| 18          | 55 | Carlos Sainz Jr. | Ferrari                      | 49   | NU (wypadek)               | 3       | 15        |        |
| 19          | 18 | Lance Stroll     | Aston Martin Aramco-Mercedes | 45   | NU (hamulce)               | 13      | 6         |        |
| NS          | 22 | Yūki Tsunoda     | RB-Honda RBPT                | 14   | NU (uszkodzenia kolizyjne) | 11      |           |        |
| Źródło: FIA |    |                  |                              |      |                            |         |           |        |

### Najszybsze okrążenie
| Nr          | Kierowca     | Konstruktor      | Czas     | Okr. |
| ----------- | ------------ | ---------------- | -------- | ---- |
| 4           | Lando Norris | McLaren-Mercedes | 1:45,255 | 42   |
| Źródło: FIA |              |                  |          |      |

### Prowadzenie w wyścigu
| Nr                              | Kierowca         | Konstruktor      | Okrążenia   | Suma |
| ------------------------------- | ---------------- | ---------------- | ----------- | ---- |
| 16                              | Charles Leclerc  | Ferrari          | 1–16, 18–19 | 18   |
| 55                              | Carlos Sainz Jr. | Ferrari          | 17          | 1    |
| 81                              | Oscar Piastri    | McLaren-Mercedes | 20–51       | 32   |
| \| Wykres \| \| ------ \| \| \| |                  |                  |             |      |
| Źródło: FIA                     |                  |                  |             |      |
| Wykres                          |                  |                  |             |      |
|                                 |                  |                  |             |      |

## Klasyfikacja po wyścigu

### Kierowcy
| P           | +/−       | Kierowca         | Zgł. | Punkty | P1 | P2 | P3 | PP | NO | NS | NU | NW | DK | WYK |
| ----------- | --------- | ---------------- | ---- | ------ | -- | -- | -- | -- | -- | -- | -- | -- | -- | --- |
| 1           | Bez zmian | Max Verstappen   | 17   | 313    | 7  | 3  | –  | 8  | 2  | 2  | 2  | –  | –  | –   |
| 2           | Bez zmian | Lando Norris     | 17   | 254    | 2  | 5  | 3  | 4  | 4  | –  | 1  | –  | –  | –   |
| 3           | Bez zmian | Charles Leclerc  | 17   | 235    | 2  | 2  | 5  | 3  | 2  | 1  | 1  | –  | –  | –   |
| 4           | Bez zmian | Oscar Piastri    | 17   | 222    | 2  | 4  | –  | –  | 1  | –  | –  | –  | –  | –   |
| 5           | Bez zmian | Carlos Sainz Jr. | 16   | 184    | 1  | –  | 4  | –  | 1  | 1  | 2  | –  | –  | –   |
| 6           | Bez zmian | Lewis Hamilton   | 17   | 166    | 2  | –  | 2  | –  | 2  | 1  | 1  | –  | –  | –   |
| 7           | 1         | George Russell   | 17   | 143    | 1  | –  | 2  | 2  | 2  | 1  | 2  | –  | 1  | –   |
| 8           | 1         | Sergio Pérez     | 17   | 143    | –  | 3  | 1  | –  | 1  | 2  | 3  | –  | –  | –   |
| 9           | Bez zmian | Fernando Alonso  | 17   | 58     | –  | –  | –  | –  | 2  | –  | –  | –  | –  | –   |
| 10          | Bez zmian | Lance Stroll     | 17   | 24     | –  | –  | –  | –  | –  | 1  | 2  | –  | –  | –   |
| 11          | Bez zmian | Nico Hülkenberg  | 17   | 22     | –  | –  | –  | –  | –  | 1  | 1  | –  | –  | –   |
| 12          | Bez zmian | Yūki Tsunoda     | 17   | 22     | –  | –  | –  | –  | –  | 3  | 3  | –  | –  | –   |
| 13          | 4         | Alexander Albon  | 17   | 12     | –  | –  | –  | –  | –  | 3  | 3  | –  | –  | –   |
| 14          | 1         | Daniel Ricciardo | 17   | 12     | –  | –  | –  | –  | –  | 2  | 2  | –  | –  | –   |
| 15          | 1         | Pierre Gasly     | 17   | 8      | –  | –  | –  | –  | –  | 3  | 2  | 1  | –  | –   |
| 16          | 1         | Oliver Bearman   | 2    | 7      | –  | –  | –  | –  | –  | –  | –  | –  | –  | –   |
| 17          | 1         | Kevin Magnussen  | 16   | 6      | –  | –  | –  | –  | –  | 1  | 1  | –  | –  | 1   |
| 18          | Bez zmian | Esteban Ocon     | 17   | 5      | –  | –  | –  | –  | –  | 1  | 1  | –  | –  | –   |
| 19          | 2         | Franco Colapinto | 2    | 4      | –  | –  | –  | –  | –  | –  | –  | –  | –  | –   |
| 20          | 1         | Zhou Guanyu      | 17   | 0      | –  | –  | –  | –  | –  | 2  | 2  | –  | –  | –   |
| 21          | 1         | Logan Sargeant   | 14   | 0      | –  | –  | –  | –  | –  | 2  | 2  | –  | –  | –   |
| 22          | Bez zmian | Valtteri Bottas  | 17   | 0      | –  | –  | –  | –  | –  | 1  | 1  | –  | –  | –   |
| Źródło: FIA |           |                  |      |        |    |    |    |    |    |    |    |    |    |     |

### Konstruktorzy
| P           | +/-       | Konstruktor                  | Zgł. | Punkty | P1 | P2 | P3 | PP | NO | NS | NU | NW | DK | WYK |
| ----------- | --------- | ---------------------------- | ---- | ------ | -- | -- | -- | -- | -- | -- | -- | -- | -- | --- |
| 1           | 1         | McLaren-Mercedes             | 34   | 476    | 4  | 9  | 3  | 4  | 5  | –  | 1  | –  | –  | –   |
| 2           | 1         | Red Bull Racing-Honda RBPT   | 34   | 456    | 7  | 6  | 1  | 8  | 3  | 3  | 4  | –  | –  | –   |
| 3           | Bez zmian | Ferrari                      | 34   | 425    | 3  | 2  | 9  | 3  | 3  | 2  | 3  | –  | –  | –   |
| 4           | Bez zmian | Mercedes                     | 34   | 309    | 3  | –  | 4  | 2  | 4  | 2  | 3  | –  | 1  | –   |
| 5           | Bez zmian | Aston Martin Aramco-Mercedes | 34   | 82     | –  | –  | –  | –  | 2  | 1  | 2  | –  | –  | –   |
| 6           | Bez zmian | RB-Honda RBPT                | 34   | 34     | –  | –  | –  | –  | –  | 5  | 5  | –  | –  | –   |
| 7           | Bez zmian | Haas-Ferrari                 | 34   | 29     | –  | –  | –  | –  | –  | 2  | 2  | –  | –  | 1   |
| 8           | 1         | Williams-Mercedes            | 33   | 16     | –  | –  | –  | –  | –  | 5  | 5  | –  | –  | –   |
| 9           | 1         | Alpine-Renault               | 34   | 13     | –  | –  | –  | –  | –  | 4  | 3  | 1  | –  | –   |
| 10          | Bez zmian | Kick Sauber-Ferrari          | 34   | 0      | –  | –  | –  | –  | –  | 3  | 3  | –  | –  | –   |
| Źródło: FIA |           |                              |      |        |    |    |    |    |    |    |    |    |    |     |